# Pinus armandii var. dabeshanensis
Pinus armandii var. dabeshanensis (W.C.Cheng & Y.W.Law) Silba, 1990, è una varietà naturale di P. armandii appartenente alla famiglia delle Pinaceae, endemica di cinque zone della Cina ubicate nelle province di Anhui, Henan e Hubei.

## Etimologia
Il nome generico Pinus, utilizzato già dai latini, potrebbe, secondo un'interpretazione etimologica, derivare dall'antica radice indo-europea *pīt = resina. Il nome specifico armandii fu assegnato in onore di Armand David, padre missionario in Cina e botanico francese. L'epiteto dabeshanensis fa riferimento alla catena montuosa dei Monti Dabie, nella zona centrale della Cina.

## Descrizione
Questa varietà si distingue da P. armandii per l'altezza più contenuta (20 m), gli aghi più corti (5-14 cm) e per i semi più grandi (lunghi 1,4-1,8 cm e larghi meno di 1 cm); Le pigne sono di forma ellissoidale, lunghe 14 cm e larghe 4,5 cm, con le punte dei macrosporofilli lievemente retroflesse.

## Distribuzione e habitat
Vegeta dai 900 ai 1400 m, talvolta in zone rocciose molto esposte.

## Tassonomia
Questo taxon fu inizialmente trattato come specie distinta negli anni 70 (Cheng et al.). Attualmente la sua collocazione è ancora controversa, e alcuni la considerano varietà di P. fenzeliana; occorreranno studi genetici accurati per risolvere definitivamente i dubbi sulla classificazione.

### Sinonimi
Sono riportati i seguenti sinonimi:
- Pinus dabeshanensis W.C.Cheng & Y.W.Law
- Pinus fenzeliana var. dabeshanensis (W.C.Cheng & Y.W.Law) L.K.Fu & Nan Li

## Usi
Probabilmente sfruttato solo localmente e sporadicamente anche come combustibile.

## Conservazione
Con un areale secondario stimato in 5000-19000 km² e frazionato in poche località, si stima una riduzione della popolazione di circa il 30 % in 90 anni; per questi motivi viene classificata come specie vulnerabile nella Lista rossa IUCN.